# Rhoon

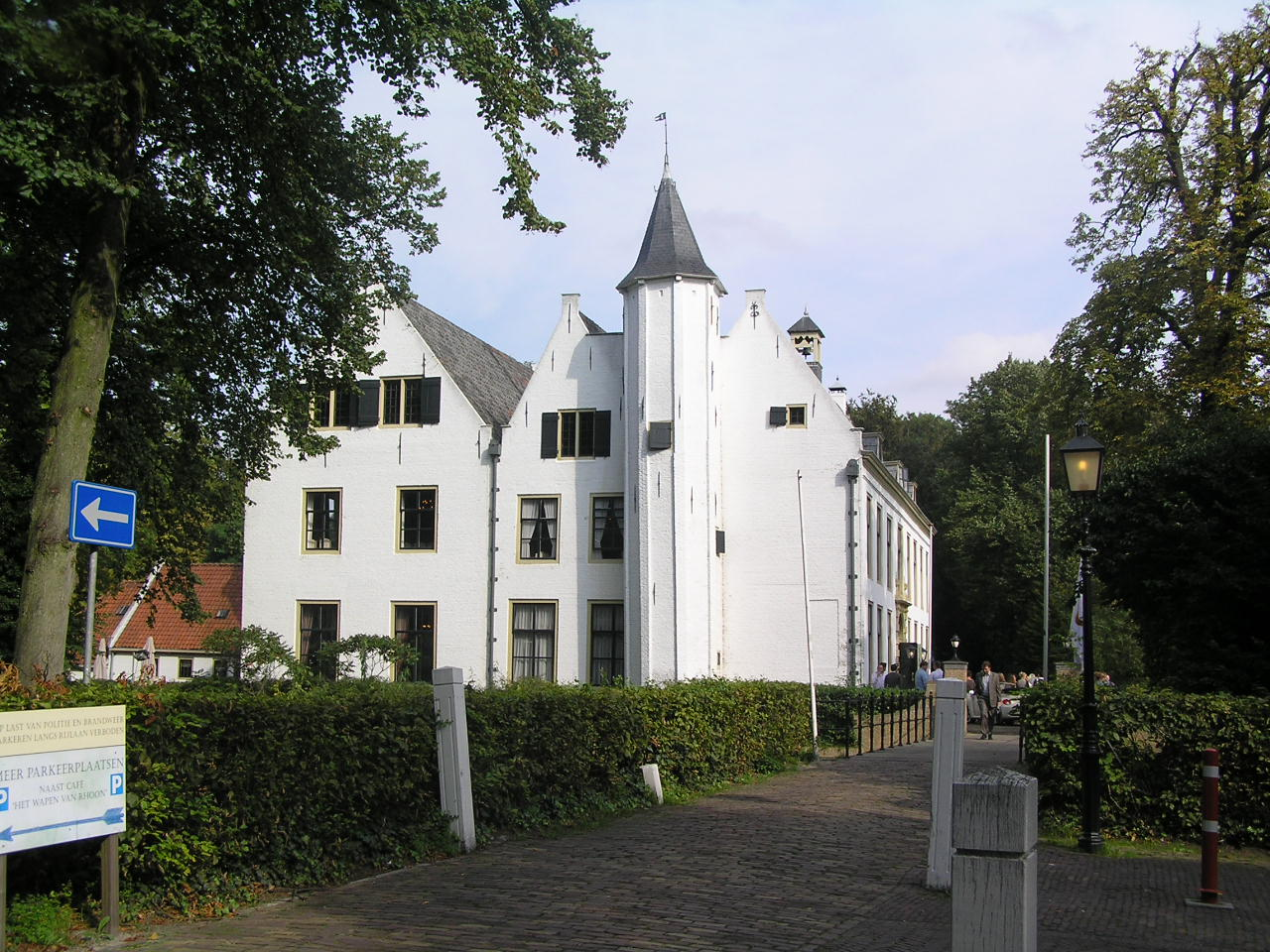
Il castello di Rhoon

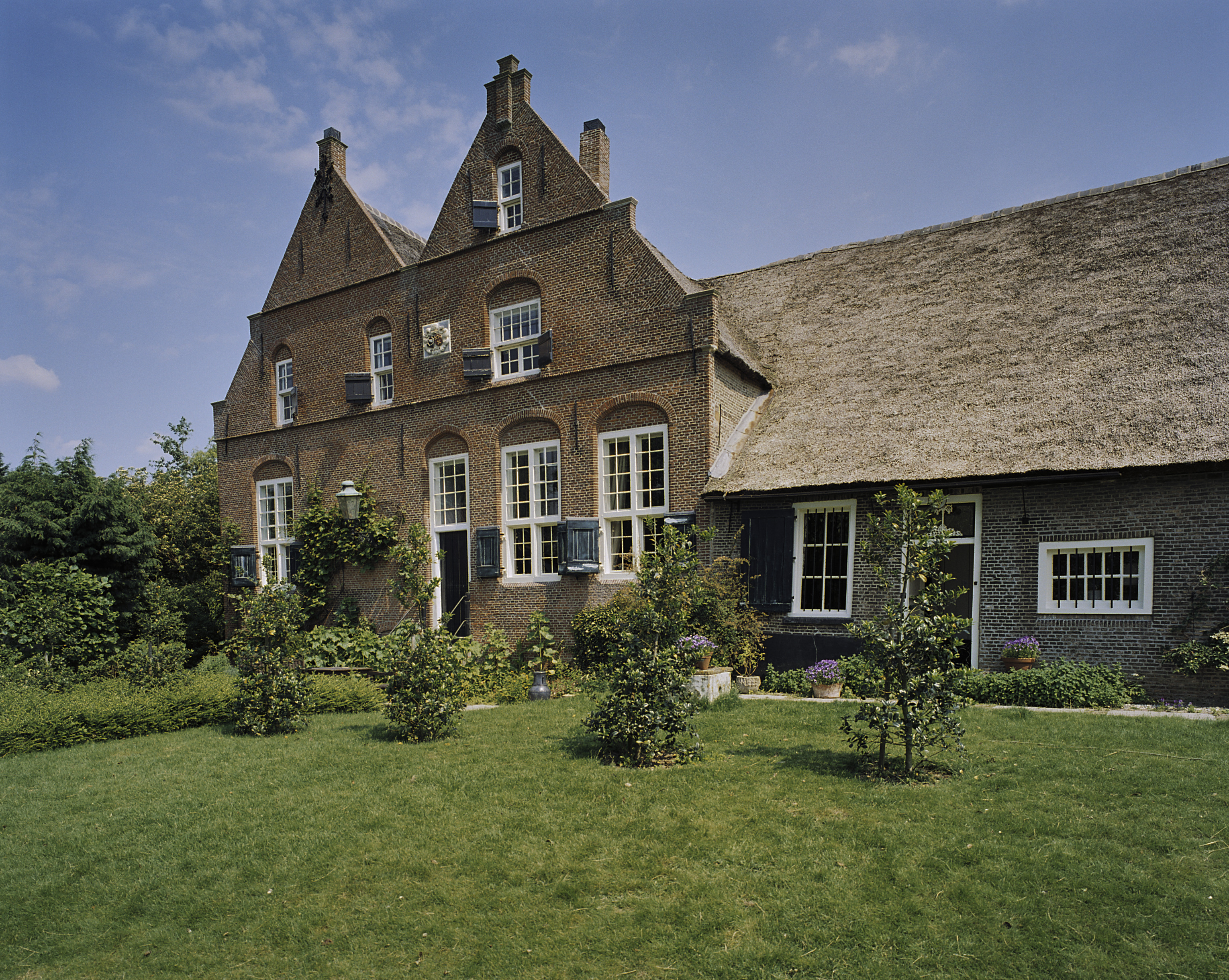
Rhoon: la fattoria Rheesteyn

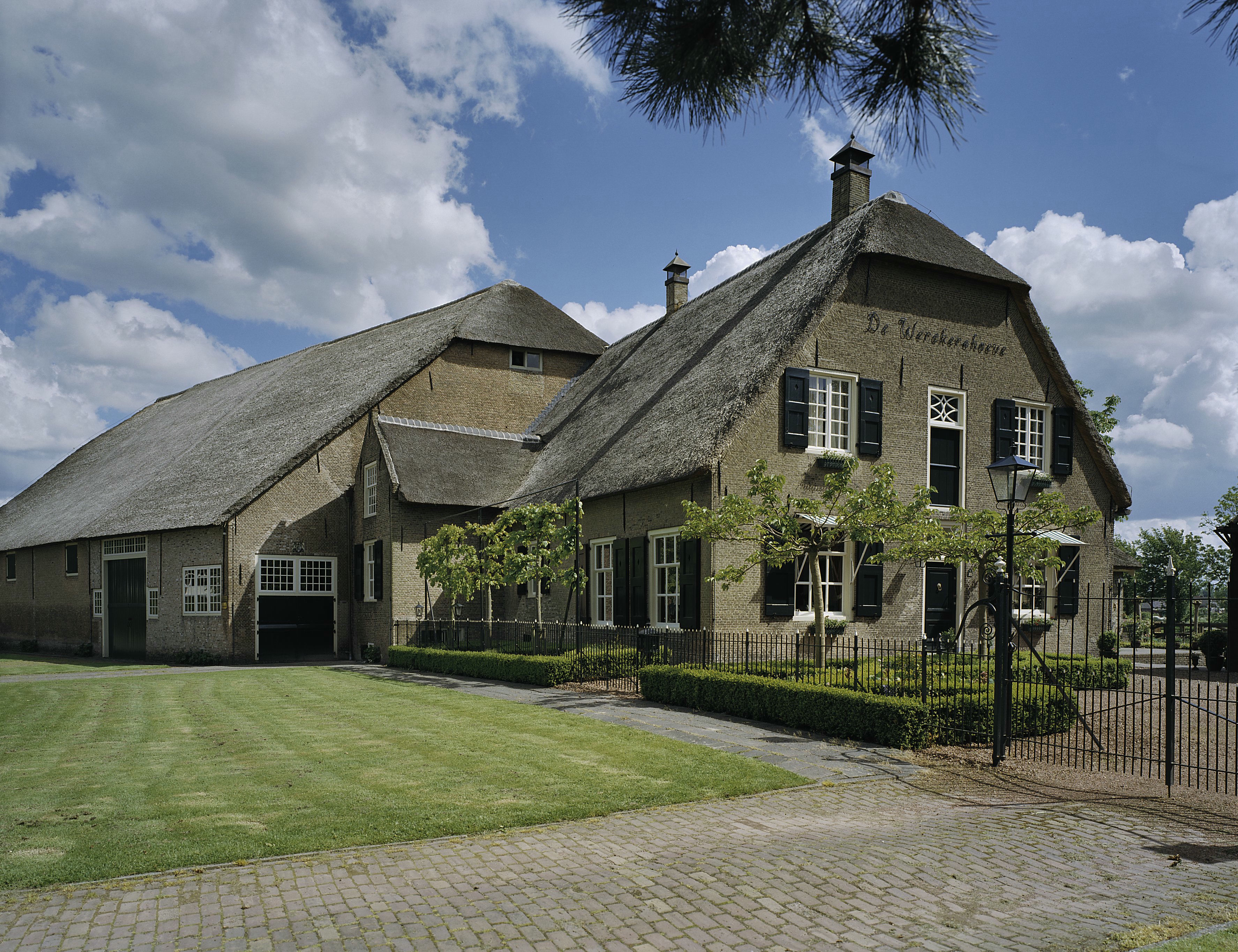
Fattoria a Rhoon

Rhoon è una località di circa 7.000 abitanti del sud-ovest dei Paesi Bassi, facente parte della provincia dell'Olanda Meridionale e situata nell'ex-isola di IJsselmonde e lungo il corso dell'Oude Maas. Dal punto di vista amministrativo, si tratta di un ex-comune, dal 1985 inglobato nella nuova municipalità di Albrandswaard.

## Geografia fisica
Rhoon si trova ad est di Poortugaal e Hoogvliet e ad ovest di Barendrecht.
L'Oude Maas bagna i confini meridionali del villaggio.

## Origini del nome
Il toponimo Rhoon, attestato anticamente come Ecclesia de Roden (1230), Roeden (1299) e Roon (1883), deriva dal termine medio olandese rode, che significa "luogo dove il bosco è di colore rosso".

## Storia

### Dalle origini ai giorni nostri
Rhoon venne fondata agli inizi del XIII secolo su un banco di sabbia lungo il fiume Oude Maas.
Nel 1299, questo territorio venne ceduto in prestito dal conte Dirk VII d'Olanda a Biggo van Duyvenland. Quest'ultimo si occupò di sbarrare con dighe il territorio, dove fondò la signoria di Rhoeden.
Nel 1432 la famiglia Van Duyvenland fece costruire un castello in loco.
I Van Duyvenland rimasero quindi proprietari della signoria di Rhoeden fino al 1685.

### Simboli
Lo stemma di Rhoon è di colore giallo e rosso e presenta una corona.
Questo stemma è derivato da quello della famiglia Van Duyvenland, antica proprietaria della signoria di Rhoeden.

## Monumenti e luoghi d'interess e
Rhoon vanta 25 edifici classificati come rijksmonumenten .

### Architetture religiose

#### Dorpskerk
Tra i principali edifici religioso di Rhoon, figura la Dorpskerk, eretta nel XV secolo e con interni del XVII secolo.

#### Sint Willibrorduskerk
Altro edificio religioso di Rhoon è la Sint Willibrorduskerk, costruita nel 1894 su progetto dell'architetto A.C. Bleijs.

### Architetture civili

#### Castello di Rhoon
Altro edificio d'interesse è il castello di Rhoon: eretto nel 1598 come fortezza medievale, fu rimodellato nel corso del XIX secolo.

#### Rheesteyn
Altro edificio d'interesse è il Rheesteyn, una dimora di campagna risalente al 1727.

## Società

### Evoluzione demografica
Nel 2011, la popolazione stimata di Rhoon era pari a 7.055 abitanti, di cui 3.685 erano donne e 3.370 erano uomini.
La località ha conosciuto un incremento demografico rispetto al 2008, quando la popolazione stimata era pari a 6.715 unità, anche se il dato è inferiore al 2001, quando la popolazione censita era pari a 7.135 abitanti.

## Geografia antropica

### Suddivisioni amministrative
Buurtschappen
- Koedood (in parte)
- Smitshoek (in parte)